# Trichocaulon
Trichocaulon là chi thực vật có hoa trong họ Apocynaceae.